# Вольфганг Альдегарманн
Вольфганг Альдегарманн (нім. Wolfgang Aldegarmann; 24 квітня 1916, Гамельн — 6 грудня 1944, Північне море) — німецький офіцер-підводник, оберлейтенант-цур-зее крігсмаріне.

## Біографія
4 вересня 1939 року вступив на флот. З квітня 1940 року — вахтовий офіцер у 18-й флотилії мінних тральщиків. З листопада 1942 року — 1-й вахтовий офіцер у 28-й флотилії мінних тральщиків. В січні-липні 1943 року пройшов курс підводника, в липні-листопаді — курс командира підводного човна. З 17 листопада 1943 року — командир U-297. 25 листопада 1944 року вийшов у свій перший і останній похід. 6 грудня U-297 був потоплений в 16 морських милях від Мейнленда (Оркнейські острови) глибинними бомбами летючого човна «Сандерленд» 201-ї ескадрильї Королівських Повітряних сил Великої Британії. Всі 50 членів екіпажу загинули.

## Звання
- Кандидат в офіцери (4 вересня 1939)
- Морський кадет (1 лютого 1940)
- Фенріх-цур-зее (1 липня 1940)
- Оберфенріх-цур-зее (1 липня 1941)
- Лейтенант-цур-зее (1 березня 1942)
- Оберлейтенант-цур-зее (1 вересня 1943)

## Нагороди
- Залізний хрест
  - 2-го класу (1940)
  - 1-го класу (1942)
- Нагрудний знак мінних тральщиків (1941)